# Діти Собачої зірки
«Діти Собачої зірки» (англ. Children of the Dog Star) — дитячий науково-фантастичний телесеріал, створений 1984 року в Новій Зеландії. Складається з 6-ти епізодів тривалістю по 24 хвилини. Сценарій до серіалу написав Кен Катран на основі новели Мері Статтард, а продюсував — Кріс Бейлі.

## Сюжет
Під час вихідних на фермі свого дядька в Новій Зеландії Гретхен потоваришував з Ронні, хлопчиком Маорі потрапляють в цьому місці до халепи, оскільки Бевіс, син наглядача за птахами, вирішив зайнятися видобуванням. Напруга починає зростати, оскільки розробник хоче придбати та осушити місцеве болото для побудови житлового комплексу, але дядько Ронні, який є хранитилем традицій маорі — тапу, (табу/прокляття) на болоті стає йому на заваді. Болото турбувати не слід, оскільки десь там, на його глибині, спить щось таке, що краще не турбувати. Щось надприродне.
У цьому серіалі 12-річний Гретхен має пристрасть до науки і талант до усього, що пов'язане з механікою, тому чарівний старий латуневий «флюгер», який називається «ромашка», на фермі свого дядька зачаровує його. Але латунна «ромашка» має складне й жахливе значення, і Гретхен та його новий друг Ронні відкривають зв'язок з далеким Сіріусом, Собачкою зіркою.
Поступово діти виявляють шматки стародавнього іншопланетного космічного зонду під назвою Колоб. Протягом серіалу вони складають уламки цього зонду, після чого починаються дивні речі. Виявляється, що цей зонд був одним з трьох подібних об'єктів, які були направлені на нашу планету для «посвяти» людської раси в науку. Врешті-решт, встановлюється зв'язок з зіркою Сіріус B, звідки прилетів зонд, і прибульці говорять, щоб вони не повинні втручатися.

## Епізоди
1. The Brass Daisy — Латунна Стокротка
2. Power Stop — Зникнення струму
3. Swamp Light — Болотне сяйво
4. Alien Summons — Чужий виклик
5. Kolob — Колоб
6. Alien Contact — Контакт з прибульцями

## Доступ
Тривалий час «Діти Собачої зірки» залишався недоступним через труднощі, які пов'язані авторським правом. Однак TVNZ випустив серіал на DVD (3 липня 2009 року), а також демонструвався групою компаній PBS на Північноамериканському континенті. Серіал також демонструвався в Чехословаччині, Болгарії, Нідерландах, Польщі, а також у Великій Британії у середні та наприкінці 1980-их років. Також було зроблене дублювання (чеською та словацькою мовами). З 2011 року цей серіал став доступним на YouTube.

## Вплив
Основна ідея сюжету — космічних зондів, відісланих з Сіріуса для виховання первісних людей, запозичена з роману «Таємниця Сіріуса» Роберта К. Дж. Темпла (1976 рік).
Схожий сюжет має й фільм Стівена Кінга «Томмінокери», який було знято через 7 років після виходу оригінального серіалу.

## Нагороди
Серіал отримав нагороду на «Голден Гейт Еворд» на Міжнародному кінофестивалі в Сан-Франциско в 1984 році а також нагороду Фелтекс 1984 року в Новій Зеландії як найкращий драматичний фільм.

## Адаптації

### Книжкова
У 1985 році на основі серіалу Марі Статтард видала роман-новелізацію серіалу(ISBN 0-340-38490-5).

## Інше
Заключні кадри кожного епізоду неправильно показували MCMLXXIV як володаря авторськиз прав, який транслювався до 1974 року.
Відеогра за участі Ронні та Гретхен під назвою «The Pit» продавалася в гральних магазинах.